# 6383 Токусіма
6383 Токусіма (6383 Tokushima) — астероїд головного поясу, відкритий 12 грудня 1988 року.
Тіссеранів параметр щодо Юпітера — 3,223.
Названо на честь префектури Токусіма (яп. とくしま(徳島) токусіма).